# Departamento de Avellaneda (kommun i Río Negro)
Departamento de Avellaneda är en kommun i Argentina.   Den ligger i provinsen Río Negro, i den södra delen av landet, 900 km sydväst om huvudstaden Buenos Aires. Antalet invånare är 32 308. Arean är 20 379 kvadratkilometer.
Terrängen i Departamento de Avellaneda är kuperad åt sydväst, men åt nordost är den platt.
Omgivningarna runt Departamento de Avellaneda är i huvudsak ett öppet busklandskap. Trakten runt Departamento de Avellaneda är nära nog obefolkad, med mindre än två invånare per kvadratkilometer.